# لوچانو دوریا
لوچانو دوریا (ایتالیایی: Luciano Doria؛ ۳۰ نوامبر ۱۸۹۱ – ۱۰ مهٔ ۱۹۶۱) نویسنده، تهیه‌کننده، کارگردان فیلم اهل ایتالیا بود.
از فیلم‌هایی که وی در آن نقش داشته است، می‌توان به مردانه بکش، روسینی و ما هفت خواهر بودیم اشاره کرد.